# Foursquare
Foursquare es un servicio basado en localización web aplicada a las redes sociales. La geolocalización permite localizar un dispositivo fijo o móvil en una ubicación geográfica.

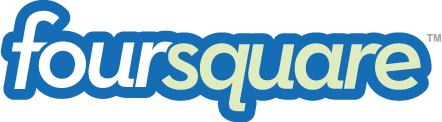
Anterior logotipo

## Historia
El servicio fue creado en 2009 por Dennis Crowley y Naveen Selvadurai; Crowley había fundado anteriormente Dodgeball, un proyecto similar que Google compró en 2005 y clausuró en 2009, reemplazándolo con Google Latitude. En diciembre de 2010 la compañía anunció haber llegado a los 5 millones de usuarios. El 1 de septiembre de 2010, el Foro Económico Mundial anunció la empresa en su Pionero Tecnológico para el 2011.

## Características
La idea principal de la red es marcar (check-in) lugares específicos donde uno se encuentra e ir ganando puntos por «descubrir» nuevos lugares; la recompensa son las "Badges", una especie de medallas, y las "Alcaldías" (Mayorships), que son ganadas por las personas que más hacen "check-ins" en un cierto lugar en los últimos 60 días. 
A partir de la creación de Swarm en mayo de 2015, se ha ocultado los check-ins públicos y alcaldías, (pero los dueños de negocios verificados puede solicitar acceso a esa información) con el fin de evolucionar como motor de recomendaciones que sugiere lugares interesantes.

## Disponibilidad
La aplicación de Foursquare, orientada principalmente a teléfonos inteligentes, cuenta con versiones para iOS, Android, Java, Windows 8, Windows Phone, Symbian, BlackBerry, PS Vita y Pebble.